# Liste der Nummer-eins-Hits in den Rhythmic Airplay Charts (2012)
| Singles |
| --- |
| - J. Cole – Work Out - 1 Woche (31. Dezember 2011 – 6. Januar 2012) - Rihanna feat. Calvin Harris – We Found Love - 4 Wochen (7. Januar – 4. Februar) - Flo Rida – Good Feeling - 4 Wochen (5. Februar – 2. März) - Snoop Dogg & Wiz Khalifa feat. Bruno Mars – Young, Wild & Free - 1 Woche (3. März – 9. März, insgesamt 3 Wochen) - Drake feat. Lil Wayne – The Motto - 2 Wochen (10. März – 23. März) - Snoop Dogg & Wiz Khalifa feat. Bruno Mars – Young, Wild & Free - 2 Wochen (24. März – 6. April, insgesamt 3 Wochen) - Drake feat. Rihanna – Take Care - 7 Wochen (7. April – 25. Mai) - Flo Rida feat. Sia – Wild Ones - 2 Wochen (26. Mai – 8. Juni) - Kirko Bangz – Drank In My Cup - 4 Wochen (9. Juni – 6. Juli) - Rihanna – Where Have You Been - 9 Wochen (7. Juli – 7. September) - Kanye West, Big Sean, Pusha T & 2 Chainz – Mercy - 1 Woche (8. September – 14. September) - Flo Rida – Whistle - 4 Wochen (15. September – 12. Oktober) - Trey Songz feat. T.I. – 2 Reasons - 1 Woche (13. Oktober – 19. Oktober) - Justin Bieber feat. Big Sean – As Long As You Love Me - 3 Wochen (20. Oktober – 9. November) - Ne-Yo – Let Me Love You (Until You Learn To Love Yourself) - 3 Wochen (10. November – 30. November) - Rihanna – Diamonds - 10 Wochen (1. Dezember 2012 – 8. Februar 2013) |